# Földvári Csaba
Földvári Csaba (Baja, 1980. október 21. –) magyar labdarúgó.

## Sikerei, díjai
- Ferencvárosi TC:
  - Magyar labdarúgó-bajnokság bajnok: 2000–01
  - Magyar labdarúgó-bajnokság ezüstérmes: 2001–02
- FC Sopron:
  - Magyar kupa győztes: 2004–05